# Bōku
Bōku ist ein Zweipersonenbrettspiel von Rob Nelson. Es erschien 1997 als Bōku mit roten und gelben Kugeln bei The London Game Company. Cadaco brachte das Spiel mit schwarzen und weißen Kugeln 1999 als Bollox und 2001 als Bolix heraus.

## Spielregeln
Beide Spieler setzen abwechselnd Kugeln auf ein hexagonales Brett mit 80 Feldern.
Bōku gehört zur Klasse der "n-in-eine-Reihe" Spiele ähnlich wie Fünf in eine Reihe (Gomoku) oder Vier gewinnt. Es hat hauptsächlich zwei Spielregeln:
- wer zuerst fünf Kugeln in einer Reihe verbinden kann, hat gewonnen
- wenn ein Spieler zwei Kugeln des Gegners mit zwei eigenen Kugeln einschließt, dann darf er eine der beiden eingeschlossenen Kugeln vom Brett entfernen (und der Gegner darf im nächsten Zug keine Kugel an die frei gewordene Stelle zurücksetzen)

## Meisterschaft
Seit 2000 findet jährlich im Rahmen der Mind Sports Olympiad die Bōku-Weltmeisterschaft in England statt.
Die Sieger waren
- 2000: David Glaude (Belgien)
- 2001:  Jan Palmgren (Schweden)
- 2002:  Ben Pridmore (England)
- 2003:  David M. Pearce (England)
- 2004:  David M. Pearce (England)
- 2005:  Joey Ho (England)
- 2006: David M. Pearce (England)
- 2007: James Heppell (England)
- 2008:  David M. Pearce (England)
- 2010:  David M. Pearce (England)
- 2011:  Andres Kuusk (Estland)
- 2012:  Andres Kuusk (Estland)
- 2013:  Andres Kuusk (Estland)